# Goicea
Goicea (écrit auparavant Gauycêa) est une commune de Roumanie, située près de la berge gauche du Desnățui (rivière), en Județ de Dolj et la région Olténie. Son existence a été attestée pour la première fois en 1575. Elle est composée de deux villages, Dunăreni et Goicea. Elle comprenait également le village de Cârna jusqu'en 2004, date à laquelle il a été séparé pour former une commune distincte. En 2011, sa population est estimée à 2 760 habitants